# Parisse Boothe
Parisse Ashley Boothe (* 12. Juni 1983 in Beverly Hills, Kalifornien) ist eine US-amerikanische Schauspielerin.

## Leben
Parisse Boothe ist eine Tochter des Schauspielers Powers Boothe. Nach der Auskunft ihres Vaters entstammt ihr Vorname dem Namen der Stadt Paris, in der sie gezeugt wurde, und ist angelehnt an die Schauspielerin und Tänzerin Cyd Charisse. Boothe schloss ein Studium der Theaterkunst an der University of Oregon ab.
Sie debütierte an der Seite ihres Vaters in der Fernsehserie Deadwood, in der sie in den Jahren 2004 bis 2006 die Rolle der Prostituierten Tess spielte. Im Horrorfilm Drain Baby aus dem Jahr 2006 trat sie in einer der größeren Rollen auf. Im Sportdrama The Final Season (2007) spielte sie erneut an der Seite ihres Vaters. Eine größere Rolle spielte sie in der Komödie 2 Dudes and a Dream, die 2009 veröffentlicht wurde. Sie übernahm auch eine Sprechrolle im Computerspiel Hitman: Absolution. Neben ihrer eigenen schauspielerischen Arbeit begleitete sie auch ihren Vater als executive assistant.

## Filmografie (Auswahl)
- 2004–2006: Deadwood (Fernsehserie)
- 2006: Drain Baby
- 2007: The Final Season
- 2009: 2 Dudes and a Dream
- 2011: Drain Baby